# Konsulat Generalny Słowacji w Krakowie
Konsulat Generalny Słowacji w Krakowie, Konsulat Generalny Republiki Słowackiej w Krakowie (sł. Generálny konzulát SR v Krakove) – misja konsularna Republiki Słowackiej w Krakowie, w Rzeczypospolitej Polskiej.

## Historia
Konsulat Generalny RS w Krakowie otwarto 11 grudnia 2002.

## Siedziba
Mieści się w hotelu Campanile przy ul. św. Tomasza 34 (2003-).